# Dysschema leptoptera
Dysschema leptoptera là một loài bướm đêm thuộc phân họ Arctiinae, họ Erebidae.